# Марк Ламброн
Марк Ламброн (фр. Marc Lambron ; 4 лютого 1957, Ліон) — французький письменник, літературний критик.

## Біографія
Закінчив Вищу нормальну школу, отримав ступінь агресії з філології. В 1980 році закінчив університет Париж IV Сорбонна, в 1982 році — паризький Інститут політичних досліджень, а в 1985 році — Національну школу адміністрації.
Автор кількох романів, дія яких відбувається в Америці 1920-х (L'œil du silence, 1993), у вішистській Франції (1941, Grasset 1997) або в 1960-і роки (Etrangers dans la nuit, Grasset 2001, Les menteurs, Grasset 2004). В 1986 році почав публікувати літературну хроніку епохи «Бальний записник» (Carnet de Bal), написав два біографічні есе — про Сеголен Руаяль (Mignonne, allons voir si la rose, 2006) і Ніколя Саркозі (Eh bien maintenant, 20.
Перший роман Ламброна «Мадридська імпровізація» (L'Impromptu de Madrid) був удостоєний премії Де маго, а роман «Погляд мовчання» (L'Œil du silence) — премії "Феміна ". 2006 року роман Une saison sur la terre отримав премію Моріса Женевуа, засновану містом Гарш.
З 1988 року Ламброн працював у Державній раді Франції на посаді рекетмейстера (maître des requêtes), 2006 року обраний повноправним членом Ради.
2014 року обраний членом Французької академії, де зайняв крісло 38 після смерті в 2013 році лауреата Нобелівської премії з медицини Франсуа Жакоба.

## Книги
- Мадридська імпровізація / L'Impromptu de Madrid, Flammarion, 1988.
- La Nuit des masques, Flammarion, 1990.
- Бальний записник / Carnet de bal, Gallimard, 1992.
- Погляд мовчання / L'Œil du silence, Flammarion, 1993.
- 1941, Grasset, 1997.
- Незнайомці вночі / Étrangers dans la nuit, Grasset, 2001.
- Carnet de bal: chroniques 2, Grasset, 2002.
- Ошуканці / Les Menteurs, Grasset, 2004.
- Une saison sur la terre, Grasset, 2006.
- Mignonne, allons voir si la rose, Grasset, 2006.
- Eh bien, dansez maintenant…, Grasset, 2008.
- Théorie du chiffon: sotie, Grasset, 2010.
- Carnet de bal: chroniques 3, Grasset, 2011.
- Nus vénitiens, sur des photographies de Lucien Clergue, Seghers, 2012.
- Tu n'as pas tellement changé, Grasset, 2014.
- У співавторстві з Жаном-Філіппом Дюма, "Скарби набережної д'Орсе " / Avec Jean-Philippe Dumas, Trésors du Quai d'Orsay, Flammarion, 2014.
- Сорок років / Quarante ans, Grasset, 2017.
- Discours de réception à l'Académie française et réponse de M. Erik Orsenna, Grasset, 2017.
- Життя та смерть Майкла Джексона / Vie et mort de Michael Jackson, 2018, Cartels-RMN.
- Carnet de bal: chroniques 4, Grasset, 2019.